# Choroba niebieskiego języka
Choroba niebieskiego języka – niezaraźliwa choroba wirusowa. Chorują głównie owce, rzadziej bydło, kozy, wielbłądy jednogarbne, słonie i dzikie przeżuwacze. W Polsce choroba bywa nazywana także pryszczycą rzekomą. Jest chorobą zwalczaną z urzędu w Polsce.

## Występowanie
Choroba po raz pierwszy zostało rozpoznana w Południowej Afryce pod koniec XIX wieku. Obecnie występuje na obszarach leżących w pasie ograniczonym równoleżnikami 40°N i 35°S (Afryka, obie Ameryki, Australia, południowa Azja, Oceania, niektóre kraje Europy południowej, a ostatnio także północno-zachodniej). Według OIE Polska była krajem wolnym od choroby niebieskiego języka do 2006 roku, kiedy to zanotowano pierwszy przypadek tej choroby.
W 2024 r. wirus BTV był aktywny na terenie całej Europy, a najwięcej ognisk choroby odnotowano we Francji, Belgii, Holandii i Niemczech– w tym ostatnim kraju ponad 7000.

## Etiologia

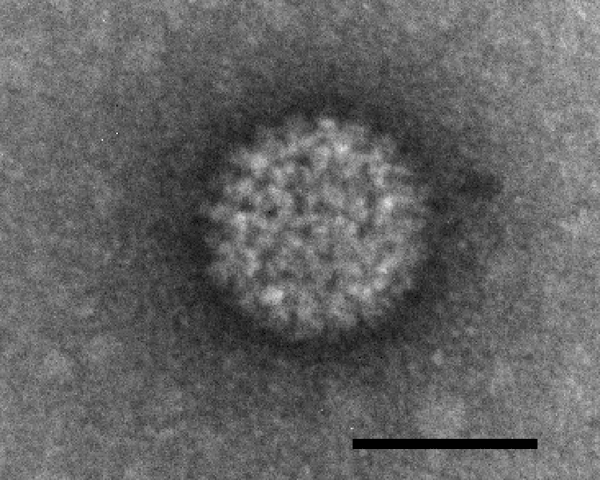
Wirus choroby niebieskiego języka

Czynnikiem chorobotwórczym jest wirus oznaczany skrótem BTV (Bluetongue virus). Wirus ten należy do rodziny Reoviridae i rodzaju Orbivirus. Cząsteczka wirusa choroby niebieskiego języka jest średnicy około 68–70 nm, posiada kształt dwudziestościanu. Wirus zawiera 2 kapsydy otaczające rdzeń składający się z 10 segmentów dwuniciowego RNA, który koduje 4 białka niestrukturalne (NS1, NS2, NS3 i NS3A) i 7 białek strukturalnych (VP1-VP7). Obecnie znane są 24 serotypy wirusa od BLU1 do BLU24. Serotypy BTV 1, 2, 3, 4, 6 i 10 mają wysoki wskaźnik chorobotwórczości. Serotypy 1, 2, 4, 9 oraz 16 występowały na terenie Europy Śródziemnomorskiej w latach 1998 do 2006. Serotyp 8 był odpowiedzialny za epidemię w Europie północnej w roku 2006.
Obecnie stwierdzono, iż ponad 20 gatunków owadów ssąco-kłujących z rzędu muchówek rodzaju Culicoides (kuczmany) przenosi wirusa choroby niebieskiego języka. W USA głównym wektorem jest Culicoides variipennis oraz Culicoides insignis. W Australii Culicoides brevitarsis. W Afryce, Europie i Środkowym
Wschodzie Culicoides imicola oraz w samej Europie Culicoides obsoletus, Culicoides pulicaris, Culicoides scoticus i Culicoides dewulfi.

## Patogeneza
Wrażliwe na zarażenie są owce wszystkich ras. Jednak rasy afrykańskie i azjatyckie, na przykład karakuł, są bardziej odporne na zakażenie i zachorowanie. Stwierdzono, że ponad 14 gatunków owadów przenosi chorobę bądź z owiec na owce, bądź z owiec na bydło lub inne przeżuwacze. U ciężarnych samic wirus przechodzi przez łożysko do płodu i może powodować jego zamieranie lub powstawanie wad rozwojowych. U samców wirus może występować w nasieniu.

## Obraz kliniczny
Bydło zaraża się częściej niż owce, jednak choruje rzadko, a sam przebieg choroby jest z reguły łagodny. Przebieg choroby jest różny u przeżuwaczy dzikich, od ostrej postaci krwotocznej, która cechuje się wysoką śmiertelnością, obserwowaną u jeleni wirginijskich (Odocoileus virginianus), do przebiegu bezobjawowego spotykanego u wapiti (Cervus canadensis).

### Bydło
U bydła z reguły brak objawów klinicznych. Okres wylęgania choroby może być długi i objawy kliniczne mogą pojawić się nawet po 60–80 dniach po zakażeniu. Objawy jeżeli wystąpią to ograniczają się najczęściej do gorączki, ślinotoku, zaczerwienienia i obrzęku błony śluzowej jamy ustnej oraz obecności pęcherzy i owrzodzeń w okolicy przyzębia, rzadziej na końcu języka. Czasami może wystąpić zapalenie koronki i tworzywa racic. U krów mlecznych może mieć miejsce łuszczenie się naskórka strzyków i powstawanie strupów.

### Owce
Choroba u owiec występuje latem i jesienią. Okres inkubacji wynosi 3 do 10 dni. Pierwszym objawem jest podniesienie temperatury ciała do 41–42 °C, która może się utrzymywać nawet przez kilka dni. Mogą występować dwie postacie choroby:
- poronna – jedynym objawem może być gorączka;
- ostra – występują zmiany w zachowaniu zwierząt takie jak: posmutnienie, brak apetytu, brak kondycji. Wargi, język i okolice gardła są obrzęknięte, dodatkowo występują wrzodziejące zapalenie błon śluzowych jamy ustnej, nosowej oraz przewodu pokarmowego, odma głowy i kończyn. Zasinienie języka występuje tylko w nielicznych przypadkach.

## Zmiany anatomopatologiczne
Sekcyjnie stwierdza się przekrwienie bierne. Nadżerki błony śluzowej w obrębie jamy ustnej, dotyczące również języka. Obrzęki i przekrwienia narządów wewnętrznych takich jak: wątroba, nerki, serce. Dotyczą one również mięśni.

## Rozpoznawanie
Chorobę można rozpoznać na podstawie obrazu klinicznego. Jest to jednak trudne z powodu podobieństw z EHD. Obecnie do diagnostyki choroby niebieskiego języka stosuje się izolację i identyfikację czynnika etiologicznego oraz serologiczne testy diagnostyczne:
- test immunodyfuzji w żelu agarowym (AGID)
- test ELISA i jego odmiany
- reakcję PCR oraz hybrydyzację in situ
- odczyn seroneutralizacji.

W diagnostyce różnicowej uwzględnia się zwłaszcza pryszczycę oraz krwotoczną chorobę zwierzyny płowej (EHD). Odróżnieni choroby niebieskiego języka od pryszczycy jest szczególnie istotne z punktu widzenia epizootycznego i lekarsko-weterynaryjnego.

## Zwalczanie
Ponieważ leczenie objawowe jest praktycznie nieskuteczne, zwalczanie choroby w głównej mierze polega na szczepieniach ochronnych owiec i bydła. Dodatkowo można zapobiegać chorobie poprzez zwalczanie wektorów. Bydło po przechorowaniu może stać się nosicielem, a występowanie przewlekłej wiremii umożliwia zakażenie kuczmanów i przeniesienie wirusa za ich pośrednictwem na zwierzęta zdrowe.